# Ypsolopha scabrella
Ypsolopha scabrella là một loài bướm đêm thuộc họ Ypsolophidae. Nó được tìm thấy ở châu Âu.

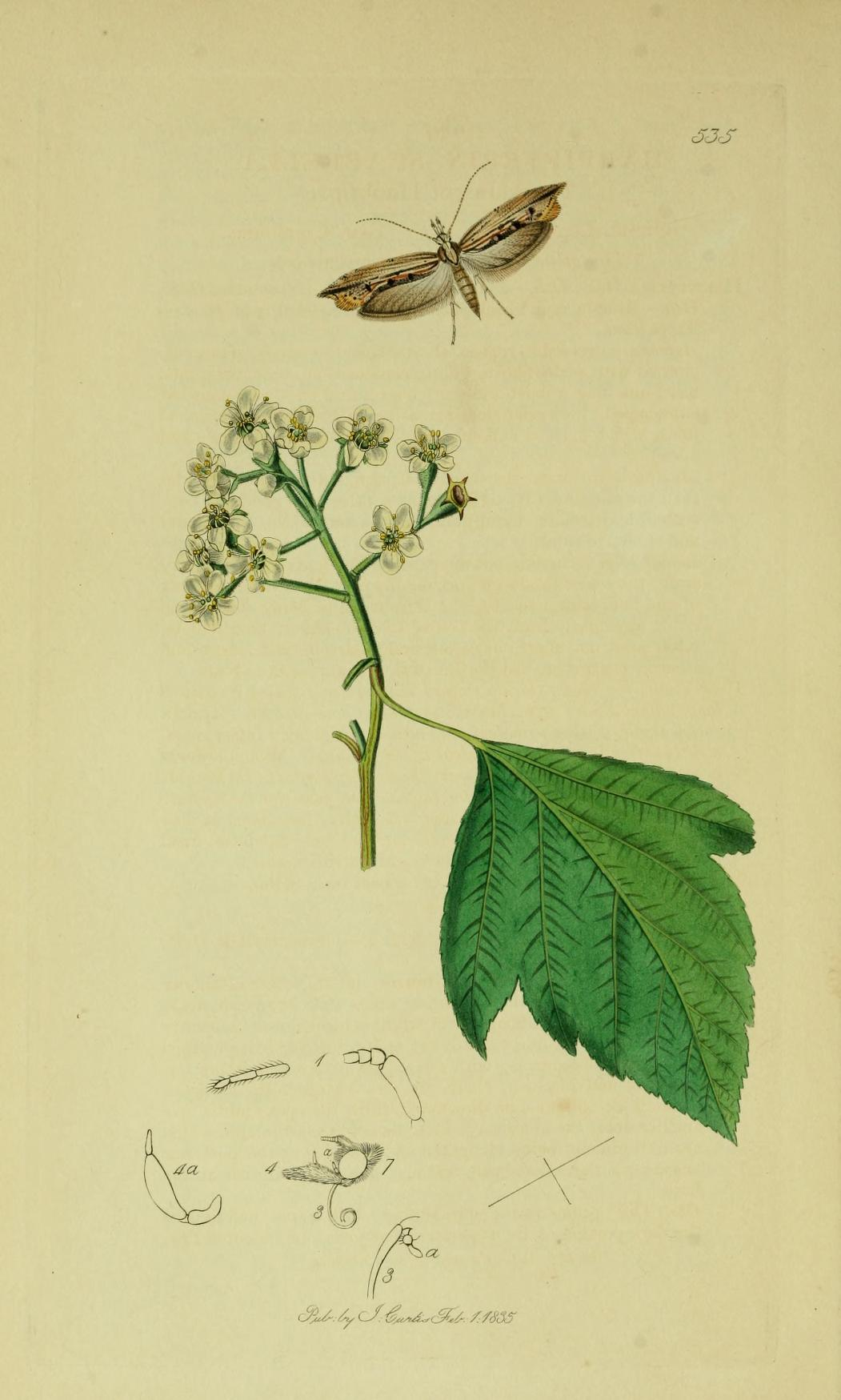
Minh họa từ John Curtis's British Entomology Volume 6

Sải cánh dài 20–22 mm. Con trưởng thành bay từ tháng 7 đến tháng 9 tùy theo địa điểm.
Ấu trùng ăn Apple, Crataegus và Cotoneaster.

## Hình ảnh

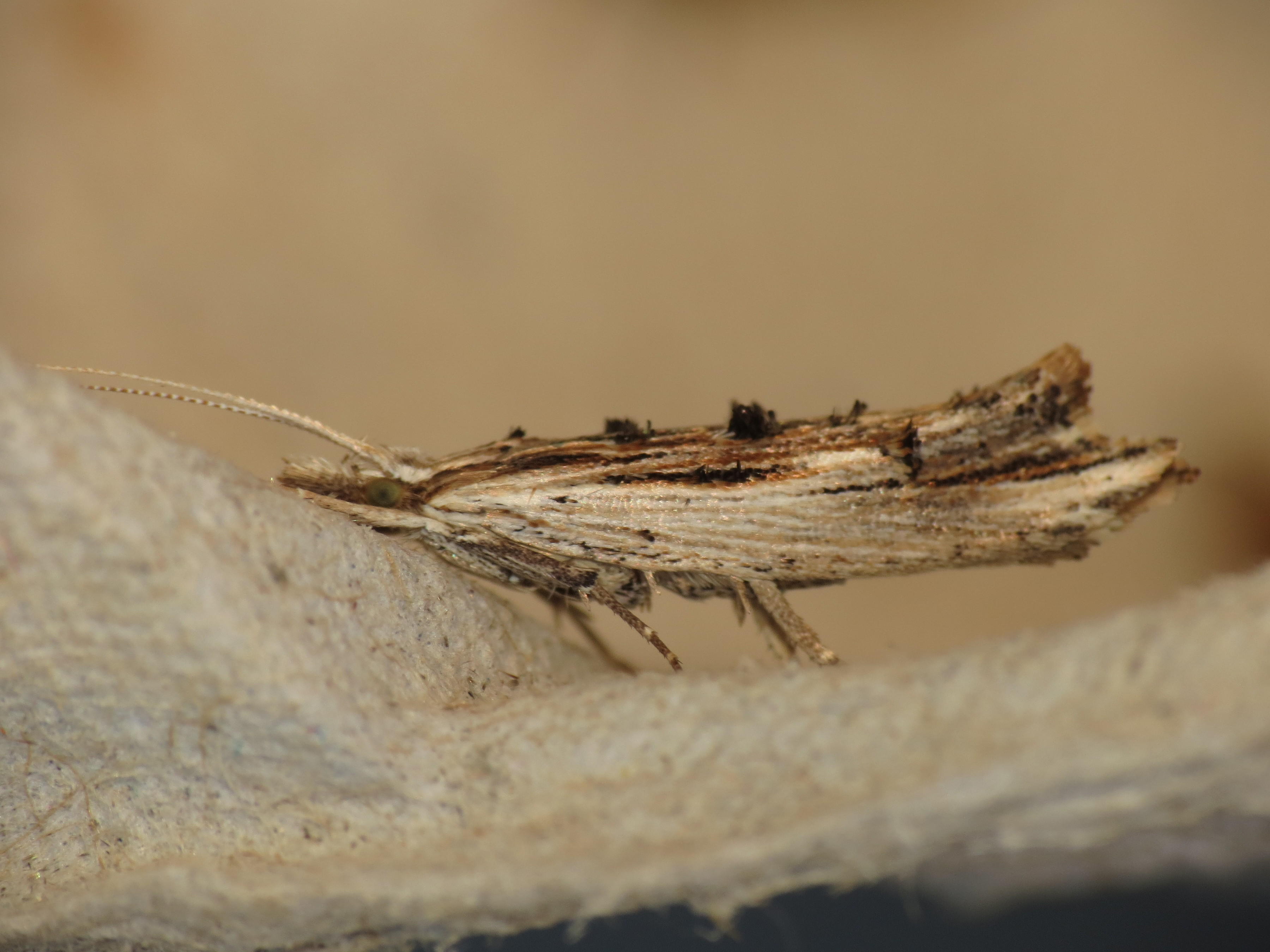
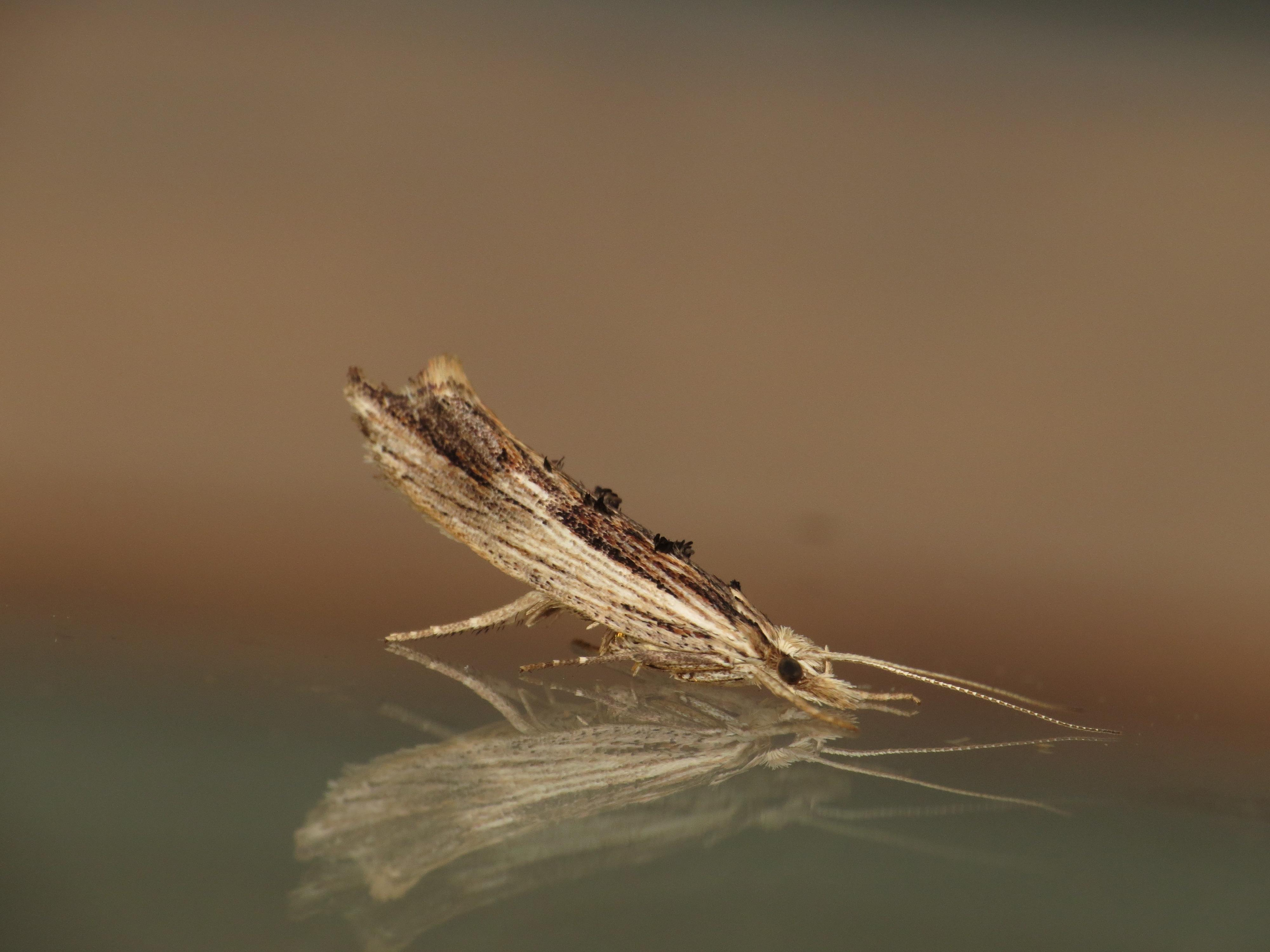
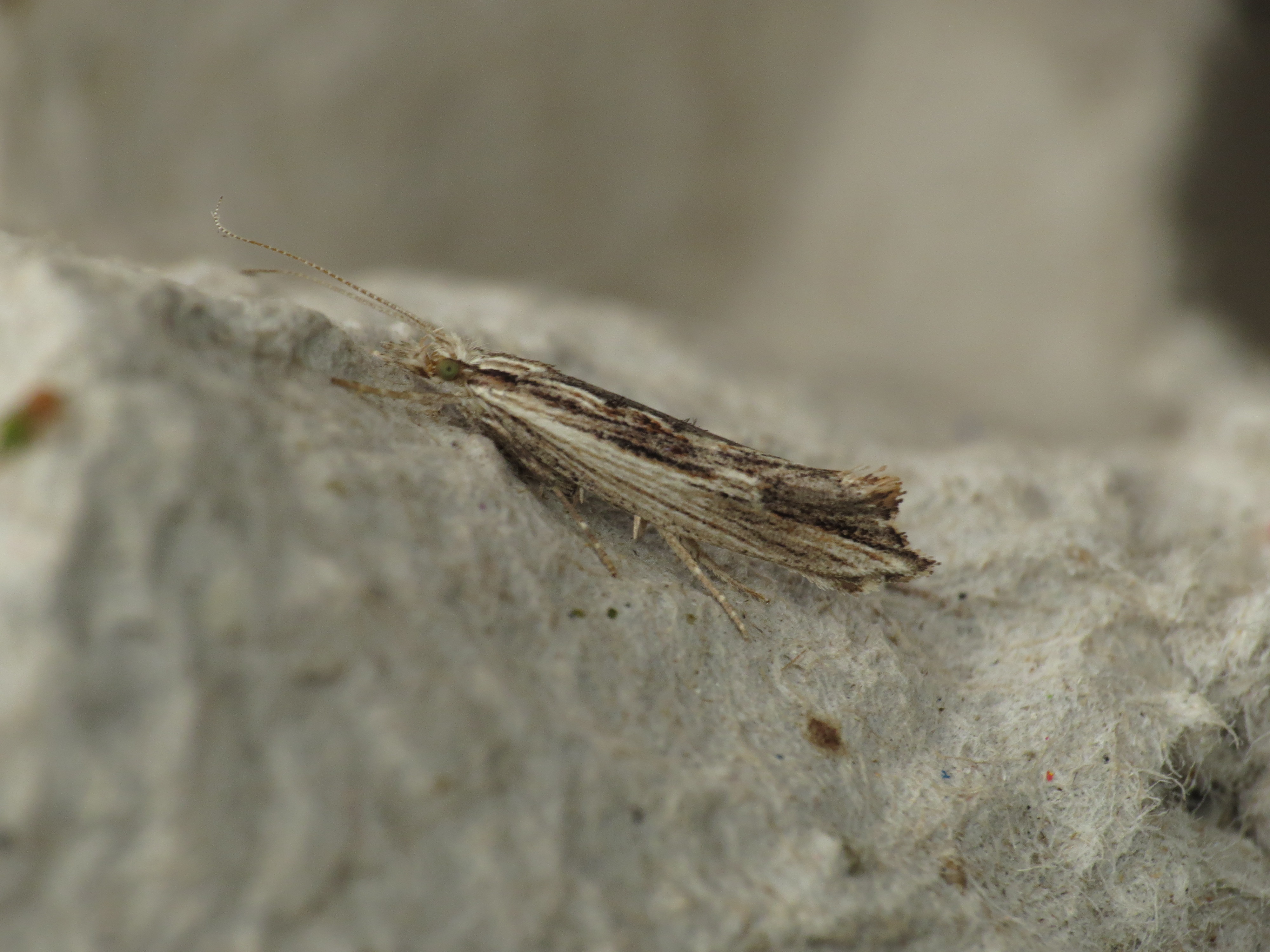